# Гај Антоније
Гај Антоније (умро 42. п. н. е.) био је римски политичар и војсковођа, брат тријумвира Марка Антонија. 

## Биографија
Био је син Марка Антонија Кретика и Јулије Антоније, односно брат знаменитог тријумвира Марка Антонија. Као и брат, Гај је младост провео без очинског надзора, одајући се пићу и разврату. Као и брат, за време грађанског рата је подржавао Цезара, најпре као легат у његовој војсци, а потом као командант цезаровских снага у Илирику. Након што је Долабелина флота уништена, био се присиљен предати помпејанцима на острву Курикта (данашњи Крк). После Цезарових победа на другим бојиштима је пуштен, а године 44. п. н. е. изабран за претора. После Цезаровог убиства 44. године п. н. е. су га цезаревци именовали својим гувернером Македоније, али се за ту провинцију испоставило да представља упориште Цезарових убица. Антоније је ухваћен, те, иако је Марко Јуније Брут испочетка с њим лепо поступао, погубљен је године 42. п. н. е.